# Kommando (dator)
Ett kommando är inom datavetenskapen ett direktiv till ett datorprogram (som agerar som en tolk av något slag) för att utföra en specifik uppgift. Den vanligaste användningen är ett direktiv till en kommandotolk som läser in och tolkar kommandon från tangentbordet.
Kommandot kan vara att utföra en liten uppgift såsom att lista filer i en katalog eller att starta ett program eller köra ett skript.
Många kommandon tar alternativ efter kommandot som ändrar standarduppförandet av kommandot. Efter själva kommandot och eventuella alternativ (de kallas också flaggor eller växlar (switches)) följer ofta ett argument, som anger vilka objekt som kommandot ska utföras på.

## Exempel
Här följer några exempel på kommandon givna till en kommandotolk under Unix:
```
cd /home/peter 
```

Kommandot cd ändrar positionen i filträdet från den nuvarande positionen till katalogen /home/peter (argumentet).
```
ls --all /home/peter
```

Kommandot ls listar med alternativet --all alla filer i katalogen /home/peter (argumentet).
```
echo "hej"
```

Kommandot echo skriver ut texten hej till den vanliga utströmmen, vilket i normala fall betyder att skriva ut på skärmen.